# Klieština
Klieština (ungarisch Kelestény – bis 1907 Kliestina) ist eine Gemeinde in der Nordwestslowakei mit 332 Einwohnern (Stand 31. Dezember 2024) und gehört zum Okres Považská Bystrica, einem Kreis des Trenčiansky kraj.

## Geographie

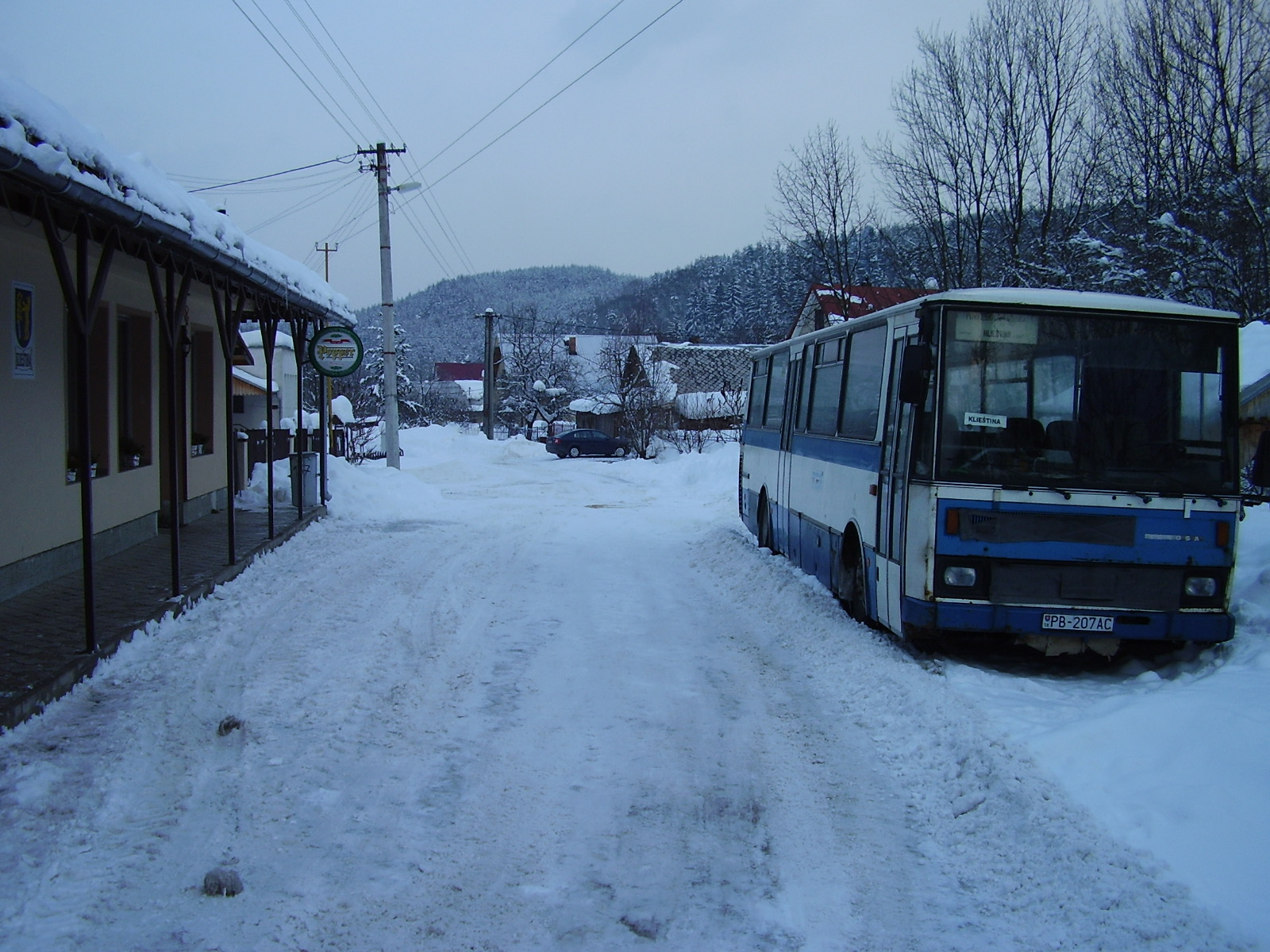
Straßenansicht im Winter

Die Gemeinde befindet sich im südlichen Teil des Javorník-Gebirges am Bach Radotiná, eines Nebengewässers Marikovský potok im Einzugsgebiet der Waag. Das Ortszentrum liegt auf einer Höhe von 380 m n.m. und ist 13 Kilometer von Považská Bystrica entfernt.
Nachbargemeinden sind Dolná Mariková im Norden, Hatné im Osten, Udiča (Ortsteil Slopné) im Süden und Púchov im Westen.

## Geschichte
Klieština wurde zum ersten Mal 1408 als Klystyna schriftlich erwähnt. Das Dorf war Besitz der Familie Lieskovský und gehörte ab 1439 zum Herrschaftsgebiet von Waagbistritz. 1784 hatte die Ortschaft 60 Häuser, 65 Familien und 344 Einwohner. 1828 zählte man 61 Häuser und 361 Einwohner, die als Korbmacher, Obstbauern und Siebmacher beschäftigt waren.
Bis 1918 gehörte der Ort im Komitat Trentschin zum Königreich Ungarn und kam danach zur Tschechoslowakei beziehungsweise heute Slowakei.
Von 1979 bis 1990 war Klieština Teil der Gemeinde Dolná Mariková.

## Bevölkerung
| Jahr                | 1994 | 2004    | 2014    | 2024    |
| ------------------- | ---- | ------- | ------- | ------- |
| Anzahl der Personen | 389  | 372     | 349     | 332     |
| Unterschied         |      | −4,37 % | −6,18 % | −4,87 % |

| Jahr                | 2023 | 2024    |
| ------------------- | ---- | ------- |
| Anzahl der Personen | 336  | 332     |
| Unterschied         |      | −1,19 % |

Gemäß der Volkszählung 2011 wohnten in Klieština 350 Einwohner, davon 346 Slowaken. Vier Einwohner machten keine Angabe zur Ethnie.
324 Einwohner bekannten sich zur römisch-katholischen Kirche, drei Einwohner zu den christlichen Gemeinden, zwei Einwohner zur Evangelischen Kirche A. B. und ein Einwohner zur tschechoslowakischen hussitischen Kirche. Vier Einwohner waren konfessionslos und bei 16 Einwohnern wurde die Konfession nicht ermittelt.

## Söhne und Töchter der Gemeinde
- Ľubomír Galko (* 1968), Politiker